# Mura di Cesena
Le mura di Cesena sono una cinta muraria a protezione della città risalenti al periodo intorno all'anno Mille.

## Storia
La signoria cittadina dei Malatesta racchiuse la cittadina con una cinta muraria dalla forma "a scorpione" della quale si conservano ampi tratti. Delle antiche porte ne rimangono solo tre: Porta Montanara, Porta Santi e Porta Fiume. Un'altra porta (detta Cervese) venne sostituita nell'800 dalla Barriera Cavour; delle altre due porte, Porta Figarola e Porta Trova, non rimane traccia.
Di tre antiche porte ci è stata tramandata l'esistenza:
- Porta Ravegnana all'incrocio tra le attuali Via Boccaquattro e Via Chiaramonti;
- Porta dei Leoni all'incrocio fra le attuali Via Beccaria e Via Fra' Michelino;
- Porta Sapigna davanti al Teatro

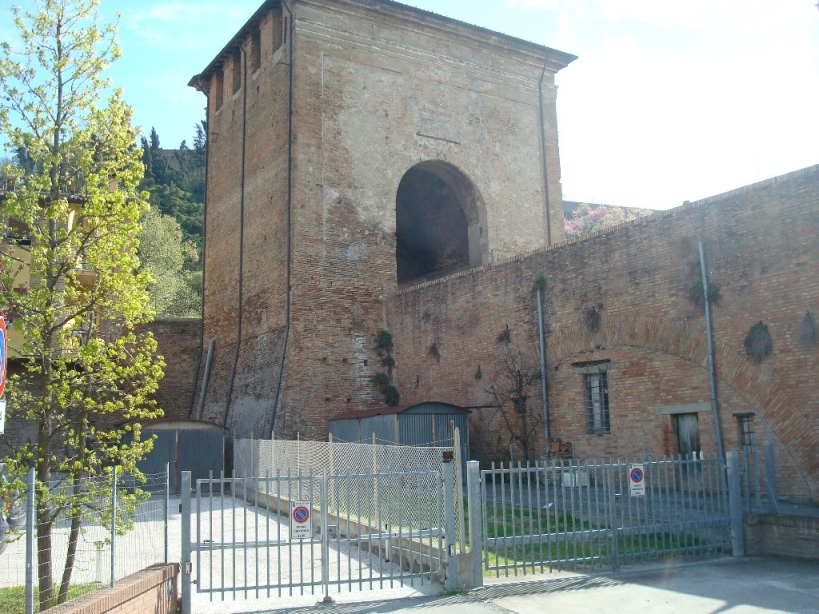
Porta Fiume con parte del ponte di San Martino

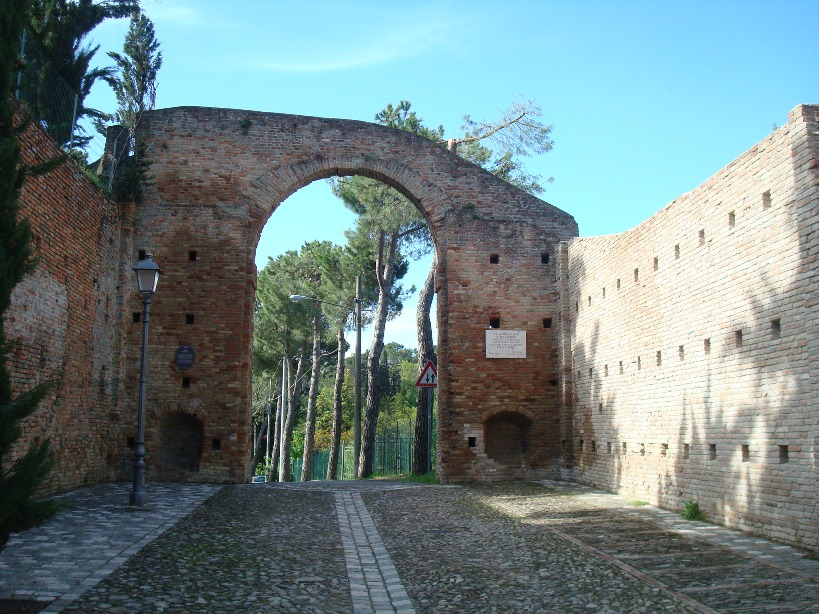
Porta Nuova o Porta Montanara

La relazione del cardinale Anglico de Grimoard del 1371 (Descriptio Romandiole) descrive circa 1660 fuochi (famiglie) dentro le mura e un castello (la Rocca Vecchia, ormai diruta) di otto porte.
Alla cittadella fortificata detta "Murata" si accedeva attraverso tre varchi: Porta Montanara, fino al 1625 posta sulla cortina dello Sferisterio, poi nell'attuale posizione; una seconda porta, detta più tardi Porta del Leone, che può essere identificata con l'attuale arco su Piazza del Popolo; una terza porta, detta più tardi Porta del Soccorso, ubicata all'inizio dell'odierna via Fattiboni, venne poi demolita del XVIII secolo. Cinque erano, poi, le apertura della cinta muraria principale: Porta Figarola, dal 1684 Porta di Santa Maria, venne demolita intorno al 1867; Porta Santi o Porta Romana, trasformata nella attuali forme da Curzio Brunelli nel 1819; Porta Cervese, abbattuta nel 1864, venne sostituita dalla Barriera Cavour; Porta Trova, abbattuta nel 1867; e infine Porta del Ponte o Porta Fiume, che con l'annesso Ponte di San Martino costituiva l'unico punto d'accesso alla città da Forlì, prima dell'apertura dell'attuale Via Canonico Lugaresi; venne restaurata nel 1822 da Curzio Brunelli.
Fu l'ultimo signore di Cesena, Novello Malatesta, a dare alla città, nel XIV secolo, il volto che conserva ancora oggi. Le modifiche e gli ampliamenti apportati ai quartieri "Chiesa Nuova" e "Strada Fuori" portarono la cinta muraria, circondata dal fossato (oggi non più), ad assumere la caratteristica forma a scorpione che la contraddistingue. Il numero di quartieri raggiunge il totale di dieci (San Giovanni, Porta Ravegnana, Porta Trova, San Zenone, Croce di Marmo, Talamello, San Severo, Strada Dentro, Strada Fuori, Chiesa Nuova).
Sempre sotto Novello, in corrispondenza del torrente Cesuola, vennero aperte due porte, denominate Portacce.
Dopo l'Unità d'Italia, dei sette varchi nelle mura medievali alcuni furono abbattuti, altri modificati. Alcuni tratti di mura, in special modo lungo l'odierna Via Padre Vicinio da Sarsina, vennero rasi al suolo, altri accorpati ad abitazioni, mentre il fossato veniva riempito dalla perforazione del Tunnel (1882-1892).
Oggi la compagine muraria risulta ancora per la maggior parte intatta e ben individuabile nel tessuto urbanistico, anche se l'altezza della cortina è in certi parti alquanto inferiore all'originale. Quattro infine le porte superstiti tra quelle menzionate: Porta Santi, Porta Fiume, una delle due Portacce e Porta Montanara.